# Trough of Bowland
Der Trough of Bowland (deutsch: Trog von Bowland) ist ein Pass im Forest of Bowland in Lancashire, England. Bis 1974 verlief die Grenze zwischen Lancashire und der West Riding of Yorkshire über die Passhöhe.
Der Pass mit einer Höhe von 295 m liegt an der Verbindungsstraße von Lancaster nach Clitheroe.

Zwar lässt sich nur die Passhöhe, die im Westen vom Winfold Fell und im Osten vom Blaze Moss begrenzt wird, als Trough of Bowland bezeichnen, doch wird zu touristischen Zwecken die Bezeichnung gern weiter gefasst. So wird ein Straßenabschnitt zwischen Dunsop Bridge und Abbeystead mit dem Trough of Bowland in Verbindung gebracht.

## Nachweise
1. ↑  Siehe Visitlancashire.com. Diverse Einträge zu Dunsop Bridge